# Piesarthrius marginellus
Piesarthrius marginellus är en skalbaggsart som beskrevs av Hope 1835. Piesarthrius marginellus ingår i släktet Piesarthrius och familjen långhorningar. Inga underarter finns listade i Catalogue of Life.